# 橋幸夫
橋幸夫（本名：橋 幸男（和藝名讀法相同）、1943年5月3日—），東京都荒川區出身，日本男歌手、演員、製作人。

## 經歷
先後進入遠藤實、吉田正門下、1960年年17歲的橋以「潮来笠」一曲出道、以此曲獲得第二屆日本唱片大獎新人賞。和後來出道的舟木一夫、西鄉輝彦一起被稱為「御三家」，具有高知名度。
從Victor Entertainment出道以前，在古倫美亞的選秀會上落選了。傳說原本預定假如入選的話，將會以藝名「舟木和夫」出道。很巧合地，這個藝名留給了後來投入遠藤實門下的少年，稍微改變成了「舟木一夫」。。稍晚出道的舟木一夫一炮而紅，直接挑戰了橋在歌壇中的地位。但是在當時重視年紀資歷的社會，橋依然在唱片大獎和紅白壓軸等場合佔有優勢。
1962年、和吉永小百合合唱「一直追尋著夢」賣了三十萬張以上、獲得當年第四回日本唱片大獎。1966年以「霧冰」再次獲得此獎。被視為人氣和實力兼備的第一名年輕歌星、也演出了一些電影，許多是當時大眾口味的「歌謠電影」。橋的歌曲中，有延續出道曲「潮來笠」江湖味路線的「股旅歌謠」，也有融合了西樂節奏、輕快活潑的「rhythm歌謠」，在早期台語的翻唱歌中接受度很高。活躍的當時、也曾經發生在台上遭到觀眾群中的暴徒襲擊的事件，當時受傷的後遺症是現在左手無名指無法活動。也曾經在神戶藝能社工作過。
不過關於「霧冰」的獲獎也有些不好的傳聞。年尾才發行，還未見銷售成績的「霧冰」竟然打敗加山雄三和舟木一夫當年的兩首暢銷歌曲得到大獎，除了讓大眾錯愕之外，橋自己也頗為意外，這事件也影響了唱片大獎的名譽。
1980年前後，在電視節目模仿秀中被大量的模仿，為歌唱事業步入低迷的橋幸夫吹起一股熱潮。
「御三家」在將屆2000年時，一度以“G3K”的名義重聚，進行一連串的演出活動。當時、經典戲劇水戸黄門・第29部到第32部，由三人一起演唱主題曲「啊！人生有淚」。後來在2002年三個人一起獲頒日本唱片大獎的功勞獎。
除了歌手和演員以外，也曾經寫過一本書「母親是外星人(お母さんは宇宙人)」描寫照顧失智母親的一段經歷。因為關心老人照護的問題，曾經專程來台參訪照護機構。另外，他也是日本職棒千葉羅德隊的球迷。
2011年，橋幸夫出道50年，除了以「道標」為題出版出道50年的紀念專輯，翻唱名曲《一支小雨傘》之外，於2011年4月2日在台北國際會議中心舉辦個人演唱會；台灣歌手陳昇居中促成了這場演出。

## 代表曲
- 潮来笠（日文：いたこがさ）

文夏《彼個小姑娘》原曲
- 若是戀愛了（恋をするなら）

葉啟田1964年原唱，伍佰、蔡依林等翻唱過台語歌《墓仔埔也敢去》、崔妙芝1969年錄製的粵語歌《春心動》之原曲，該曲旋律在1999年被改編成為黃子華的《關老三》。
- 含淚說再見（チェッ・チェッ・チェッ 涙にさよならを）

葉啟田「車頂的美姑娘」原曲。
- 那女孩與我（あの娘と僕～スイム・スイム・スイム～）

搭配當時流行的名叫「スイム」的舞蹈。第16回NHK紅白歌唱大賽作為白組的壓軸。黃俊雄布袋戲中翻唱為「齊天大聖美猴王」主題曲。
- 雨中的兩人（雨の中の二人）

洪榮宏《一支小雨傘》原曲。
- 霧冰（日文：むひょう，第8回日本唱片大獎得獎作品）
- 戀愛的墨西哥搖滾（恋のメキシカン・ロック，配合墨西哥奧運而作）
- 帶子狼(子連れ狼)

鄭少秋《天涯孤客》、徐小鳳《月亮光光》、余天《母子異鄉流浪》、謝雷《父與子》之原曲。
- 八州喧嘩笠

葉啟田《啟田純情曲》原曲。

## 電影
- 潮来笠
- いつでも夢を
- 花の舞妓はん
- ひばり・橋の花と喧嘩

......等等

## 脚注
1. ↑  遠藤実. . 日本經濟新聞.
2. ↑  山本リンダのアルバム『ミノルフォンイヤーズ』の解説
3. ↑  橋幸夫. . 日刊現代. 2007. ISBN 978-4-87969-106-4.

## 外部連結
- 橋幸夫官方網站